# Iglesia de la Virgen del Buen Reposo
La iglesia de la Virgen del Buen Reposo está situado dentro del término municipal de Gavet de la Conca, en la provincia de Lérida. Pertenecía al antiguo término de Sant Salvador de Toló, y se encuentra en la vertiente norte de una cresta que une la Sierra de Comiols con el Montsec de Rúbies, en el extremo norte del lugar conocido como el Tamany, cerca del límite sur de los términos mencionados.
Tiene su origen en una ermita datable al menos del siglo XI, coincidente en el tiempo con la conquista del territorio de Arnau Mir de Tost a los árabes. Su fundación es explicada en una leyenda: se dice que un príncipe francés se encontraba perdido en aquellos lugares, y, al no encontrar el camino, decidió, con sus compañeros, tumbarse a descansar. Se quedaron todos profundamente dormidos, y al día siguiente, al despertarse, el príncipe descubrió que le había hecho de reposa cabezas en su sueño una imagen de la Virgen. Como agradecimiento del buen reposo que había tenido, el príncipe hizo construir una capilla, dedicada a la «Virgen del Buen Reposo».
Fue un priorato premonstratense, dado al monasterio de Bellpuig de las Avellanas en 1205. El monasterio madre destinó tres canónigos y algunas monjas para el cuidado y servicio del santuario y hostelería anexa.
En 1224 fue donado al hospital premonstratense de San Nicolás de Fondarella, y seguramente la comunidad de Bonrepòs también fue donada. El título de prior, sin embargo, permaneció hasta el siglo XVIII siempre en manos de un canónigo de Bellpuig de les Avellanes. Los canónigos que residían, entre uno y tres, se encargaron de la parroquia de Santa Ana de Montadó. Los canónigos de Bellpuig de les Avellanes permanecieron hasta el siglo XIX, con las desmortizaciones de aquel siglo pasó a manos de particulares. 

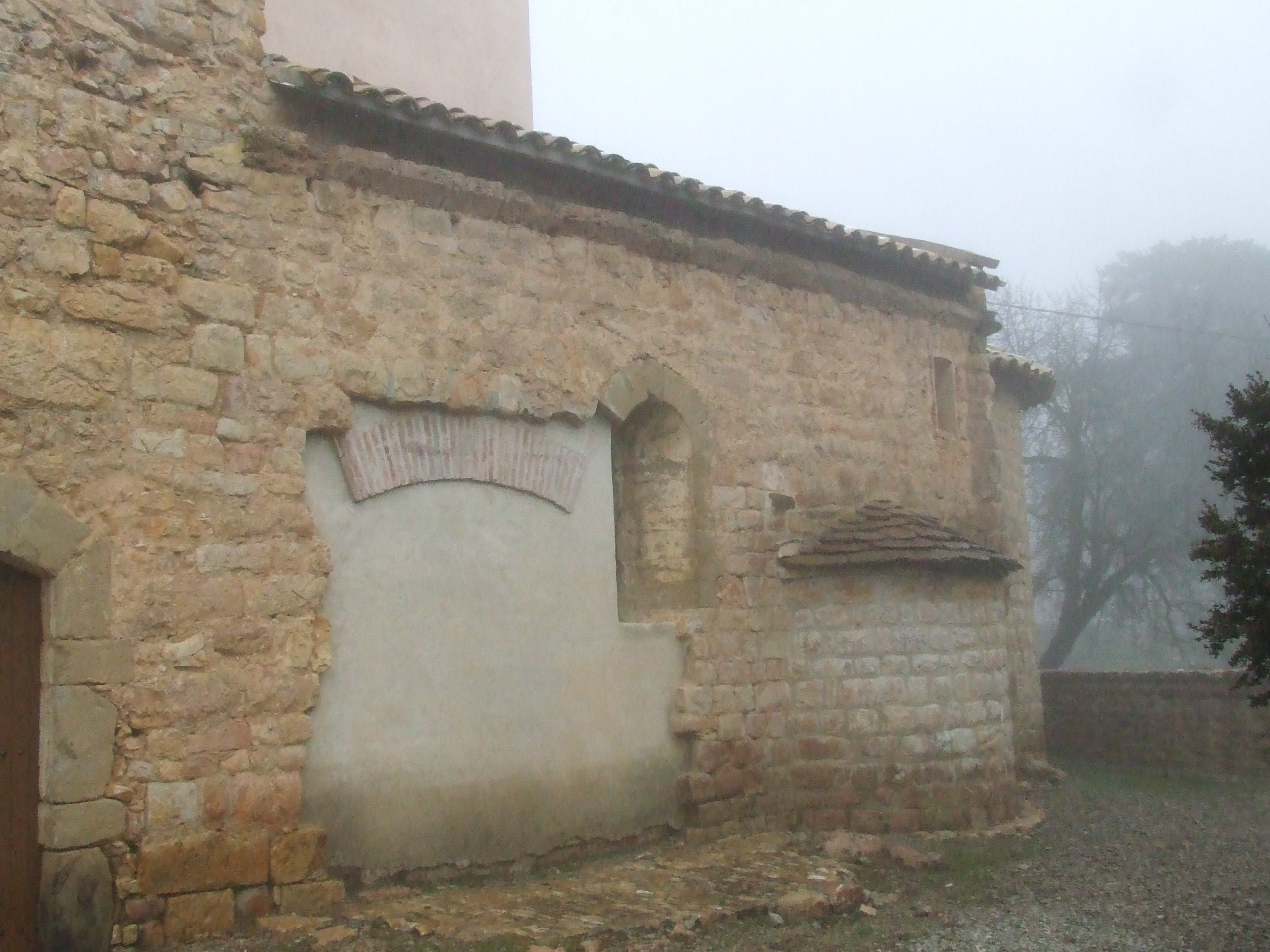
Fachada lateral de la iglesia.

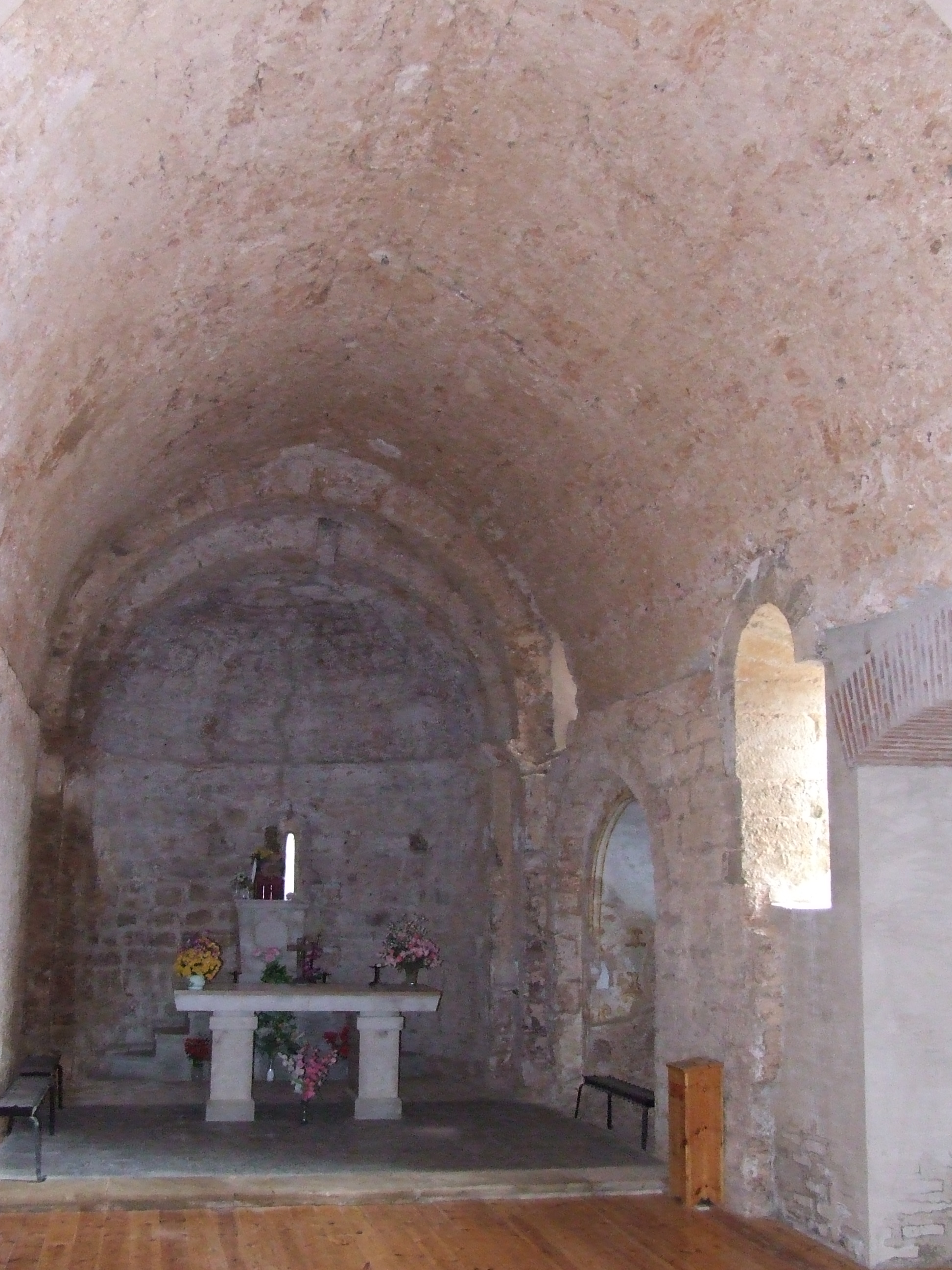
Interior de la iglesia.

Actualmente hay un albergue de montaña, que pertenece a la Diputación de Lérida. Los restos de su iglesia de Santa María están bajo la masía actual.
Se venera la Virgen de Bonrepòs, imagen del siglo XIII, dentro de la tradición del románico.
Por Pascua Florida se celebra un encuentro multitudinario, el de mayor concurrencia de toda la zona de la Conca de Tremp, con afluencia de gente de las comarcas vecinas, sobre todo del Urgel.
En el Museo Arqueológico de Barcelona se conserva una inscripción románica que, procedente de Perolet, donde había sido encontrada, fue instalada en el siglo XVIII en la iglesia de Bonrepós (el que fue prior de Bonrepòs en aquel siglo, Jaume Pascual, ya habla, en un extenso y curioso documento). Es un epígrafe dedicado a L. Aemilius Paternus, caballero (ecuestre) de la pequeña aristocracia de Aeso (Isona), que fue un militar muy brillante y de larga carrera.